# Hörður Björgvin Magnússon
Hörður Björgvin Magnússon (Reykjavík, 1993. február 11. –) izlandi labdarúgó hátvéd, a Panathinaikósz játékosa.

## Pályafutása
Az izlandi válogatott tagjaként részt vett a 2016-os Európa-bajnokságon, és a 2018-as labdarúgó-világbajnokságon.